# Тоган, Исенбике
Исенбике Тоган (баш. Иҫәнбикә Туған, тур. İsenbike Togan; 8 декабря 1940, Стамбул, Турция) — историк, доктор философии (1973), профессор (1995), иностранный член АН РБ (2012), почётный член Турецкой АН (2010). Дочь военно-политического деятеля, лидера башкирского национально-освободительного движения Ахмет-Заки Валиди. Среди предметов её исследований особое место занимают темы истории Центральной Азии и Китая.

## Академическая жизнь
Родилась 8 декабря 1940 года в городе Стамбуле. По словам активистов татарской общины из Турции, Исенбике знала татарский язык.
После получения среднего образования в Стамбульской немецкой средней школе, окончила историческое отделение литературного факультета Стамбульского университета в 1964 году. В 1964—1966 годах изучала китайский язык в Тайваньском университете по стипендии правительства Китая с целью изучить тюркскую историю по китайским источникам. Закончила аспирантуру. Преподавая китайский язык на факультете литературы Стамбульского университета в 1967-68 годах, начала обучение в докторантуре Университета Анкары, но через короткое время получила стипендию Фулбрайта и обучалась в докторантуре Гарвардского университета с 1968 по 1973 год. Защитила докторскую диссертацию по изучению истории Центральной Азии по турецким, монгольским и китайским источникам, работая над системой, аналогу османской системы тимар, применявшейся в Китае в монгольский период.
Вернувшись в Турцию, Тоган преподавала историю турецкой культуры и монгольский язык в качестве лектора на кафедре турецкого языка и литературы в Университете Хаджеттепе в 1974—1978 годах, а также работала в Гарвардском центре ближневосточных исследований в 1975-1976 годах, продолжая свои исследования. С 1978 по 1984 год работала на кафедре политологии и государственного управления в Ближневосточном техническом университете. В 1980—1982 годах проводила исследования кочевых народов Судана по программе MEAwards.
Когда в 1984 году в Ближневосточном техническом университете был открыт исторический факультет, преподавала историю Турции и средневековую историю. В 1985—1987 годах проводила исследования в Центре восточноазиатских исследований Фэйрбанка Гарвардского университета и Центре изучения Ближнего Востока Гарвардского университета, с 1987 по 1989 год преподавала в Уэллсли и Университете Тафтса.
С 1989 по 1992 год читала лекции по истории Центральной Азии, Ближнего Востока и Китая на историческом факультете Вашингтонского университета .
Член Международного научного комитета ЮНЕСКО по составлению «Истории цивилизаций Центральной Азии» с 1990 года и проекта ЮНЕСКО «Интегральное исследование Шелкового пути» в 1990 году. С 1992 года, став доцентом, продолжила работать лектором на кафедре истории METU. В 1995 году стал профессором. Ушла с исторического факультета METU в 2006 году, продолжает преподавать историю Китая в Университете Богазичи . Член Турецкого исторического общества. Он является действительным членом Академии наук Турции.

## Воспоминания
Исенбике Тоган так объясняет свое имя: Отец, Ахмет-Заки Валиди говорил, что по твоему лицу будет видно твое происхождение. Пусть и по твоему имени это будет видно. Таким образом меня назвали Исянбикой.
Позицию отца о рациональном характере турецкого народа: Турецкий народ такой, ты сломаешь-он исправит (сделает как лучше, удобнее).
Амир Абдразаков снял про Валиди фильм и она встретилась с ним и сказала что в этом документальном фильме играет любимая мелодия ее отца. Откуда он узнал про это? Абдразаков сказал «я бессознательно это знаю». Она ответила "Башкиры всегда играют на курае. Почему же мы, когда в 1954 году мы построили дом и в этом доме мы никогда не играли на курае?…'' Абдразаков сказал «надежда есть играет курай, нет надежды курай брошен» (Ümit varken çalmış, ümit olmaynca bırakmış). И мы с матерью не можем вспомнить когда отец перестал играть на курае. Но в старом доме был, в новом нет…

## Публикации
- «История Османской империи по нормам Внутренней Азии» в Журнале крестьянских исследований 18 (1991), стр. 185—210.
- «Ислам в изменяющемся обществе: ходжи Восточного Туркестана» у мусульман Средней Азии (изд. Джо-Энн Гросс), (Duke University Press, 1992), стр. 134—148.
- «Дебаты о законе и шариате во времена Улугбека» в History Circle 10 (1994), стр. 9-16.
- Гибкость и ограниченность степных образований: Кераитское ханство и Чингисхан (Лейден: Брилл, 1998).
- «Счастливый случай ко спасению» в Н. Н. Вохра (ред.) Культура, общество и политика в Центральной Азии (Нью-Дели: Международный центр Индии, 1999), стр. 39-48.
- «Мусульманские торговцы Внутренней Азии на закрытии Шелкового пути (17 век)» в книге «Шелковые пути» . Магистрали культуры и торговли (изд. Вадим Елисеев), (Париж: Издательство ЮНЕСКО, 2000), стр. 247—263.
- «По мере того, как культура превращается в религию: доисламские представления о космологии и ориентации» в центральноазиатском исламе в сборнике материалов. Международный форум ЮНЕСКО «Культура и религия в Центральной Азии», (Национальная комиссия Кыргызской Республики по делам ЮНЕСКО, 2001 г.), стр. 213—243.
- «Проблемы метода и достоверности в социальных науках: размышления о том, что мы не подвергаем сомнению на макроуровне» в подарочных документах для Ильхана Текели (изд. Селим Илькин, Орхан Сильер, Мурат Гювенч (Стамбул: History Foundation Yurt Publishing, 2004), стр. 277—296.
- Древняя история Тан (Чиу Тан-шу) 194а: Глава «Тюрки». Тюрки в китайских источниках. Аннотированная текстовая публикация (Анкара: ТТК, 2006 г.).
- «Конграт в истории» в истории и историографии постмонгольской Средней Азии и Ближнего Востока. Исследования в честь Джона Э. Вудса. (ред. Джудит Пфайфер и Шоле А. Куинн), (Висбаден: Harrassowitz Verlag, 2006), стр. 61-83.
- «Отражение различных представлений о гендерных ролях в контексте сельджукской и османской истории об именах и титулах» в книге «Жизнь в погоне за османами», Сурайя Фарокхийе Армаган (изд. Онур Йылдырым), (Анкара: Имге, 2008), стр. 45-96.

## Награды и членство
- Премия истории TÜBA Awards 2001 г.
- В 2007 году он был избран почетным членом Турецкой академии наук (TÜBA).
- 2015 Серебряная медаль Международной тюркской академии TÜBA (UTA)
- 2015 г. Посольство Китая в Турции за вклад в премию китаеведения

## Научная деятельность
Научные исследования Исенбике посвящены истории тюркских народов Средней и Центральной Азии и Китая, межэтническим и межгосударственным отношениям в средневековье, историографии, гендерной истории и др. Участвовала в подготовке к изданию работ Ахмет-Заки Валиди «Воспоминания» (1999; на турецком языке и «История башкир» (2003; на турецком и башкирском языках). Является автором более 50 научных работ.